# Krzekowo-Bezrzecze
Krzekowo-Bezrzecze – osiedle administracyjne w Szczecinie, będące jednostką pomocniczą miasta, położone w rejonie Zachód.
Według danych z Urzędu Miasta w osiedlu na pobyt stały zameldowanych jest 3999 osób.
Osiedle składa się z części miasta: Bezrzecze oraz Krzekowo. Od północy osiedle graniczy z osiedlem Głębokie-Pilchowo, od wschodu z osiedlami Zawadzkiego-Klonowica i Pogodno, od południa na wąskim odcinku graniczy z osiedlem Gumieńce.
Rada Osiedla Krzekowo-Bezrzecze liczy 15 członków. W wyborach do rad osiedli 20 maja 2007 roku udział wzięło 145 głosujących, co stanowiło frekwencję na poziomie 5,66%.